# Little David
Moździerz ciężki kal. 914 mm (36-calowy) „Little David” – amerykański ciężki moździerz przeznaczony do testowania właściwości balistycznych bomb lotniczych. Jeden z największych kalibrem moździerzy na świecie.

## Historia
36-calowy moździerz ciężki „Little David” został opracowany w latach 1944–1945. Został skonstruowany z przeznaczeniem do badań właściwości balistycznych bomb lotniczych. Bomby wystrzeliwane z tego moździerza były dokładniej testowane od bomb zrzucanych z samolotów, przy znacznym obniżeniu kosztów tych zadań.
Działo przystosowane było również do wystrzeliwania pocisków o masie 1860 kg (zawierających 725 kg ładunku kruszącego) na odległość do 8,7 km (przy użyciu ładunku miotającego z prochu bezdymnego o masie 160 kg).
Pod koniec II wojny światowej moździerz planowano wykorzystać do niszczenia potężnych umocnień japońskich, lecz spóźniona akceptacja przez szefostwo armii USA spowodowała, że tych planów nie zrealizowano.
Po II wojnie światowej moździerz został umieszczony jako eksponat na poligonie Aberdeen Proving Ground w Maryland.

## Opis konstrukcji
Moździerz „Little David” jest działem nieautomatycznym, ładowanym za pomocą dźwigu od strony wylotowej. Na stanowisko ogniowe był przewożony w dwóch częściach (lufa z kołyską i podstawa) ośmiokołowym ciągnikiem samochodowym. Inicjowanie strzału realizowano za pomocą mechanicznego urządzenia odpalającego.